# Pöide kyrka
Mariakyrkan i Pöide, oftast kallad Pöide kyrka, (på estniska Pöide kirik) är en medeltida stenkyrka som ligger i byn Pöide i Pöide kommun på ön Ösel i Estland. Kyrkan utgör den bevarade delen av Livländska ordens ordensborg i Pöide som förstördes i mitten av 1300-talet och är en av Ösels och Estlands äldsta bevarade stenbyggnader.

## Historia

### Ordensborgen i Pöide
Pöide kyrka utgör den bevarade delen av Livländska ordens ordensborg i Pöide, som var högkvarter för ordens territorier på östra halvan av Ösel. Denna bör inte förväxlas med den närbelägna äldre fornborgen i Pöide. Enligt historikern Kaur Alttoa bör ordensborgen ha uppförts någon gång efter 1255 och omnämns säkert i källor första gången 1290. I samband med Sankt Göransupproret 1343, då den estniska lokalbefolkningen gjorde uppror mot ordens styre, förstördes borgen, med undantag av södra flygeln som byggdes om till dagens kyrkobyggnad. Som straff för upproret tvingades lokalborna göra dagsverken på bygget av Soneburgs slott under följande decennier, vilket kom att ersätta borgen i Pöide.
Slottsruinen grävdes ut under ledning av J.B. Holzmeyer omkring 1888, då en planritning över borgen upprättades.

### Kyrkan
De byggnadsdelar som bildar den nuvarande kyrkobyggnaden uppfördes under första hälften av 1300-talet på resterna av ett tidigare kapell från 1200-talet. Byggnaden har en lång och enkel grundplan och består av ett långhus med kor i öster och torn i väster.
Teologen, folkloristen och författaren Karl Nikolai von Nolcken (1830–1913) verkade som kyrkoherde i Pöide från 1867 till pensioneringen 1901.
Under andra världskriget brändes och plundrades kyrkan som sedan omvandlades till ett magasin för den sovjetiska armén. När ryssarna anlände 1940 hävdar en del att blixten slog ner i tornet. Kyrkan fattade eld och all inredning förstördes. Långhusets nuvarande tak och nuvarande flacka torntak lades på åren 1958-1961. Kyrkan har sedan 1989 genomgått mindre renoveringsarbeten och tillhör Estlands evangelisk-lutherska kyrka, med en liten församling som håller ett par gudstjänster i kyrkan årligen sommartid.

## Bildgalleri

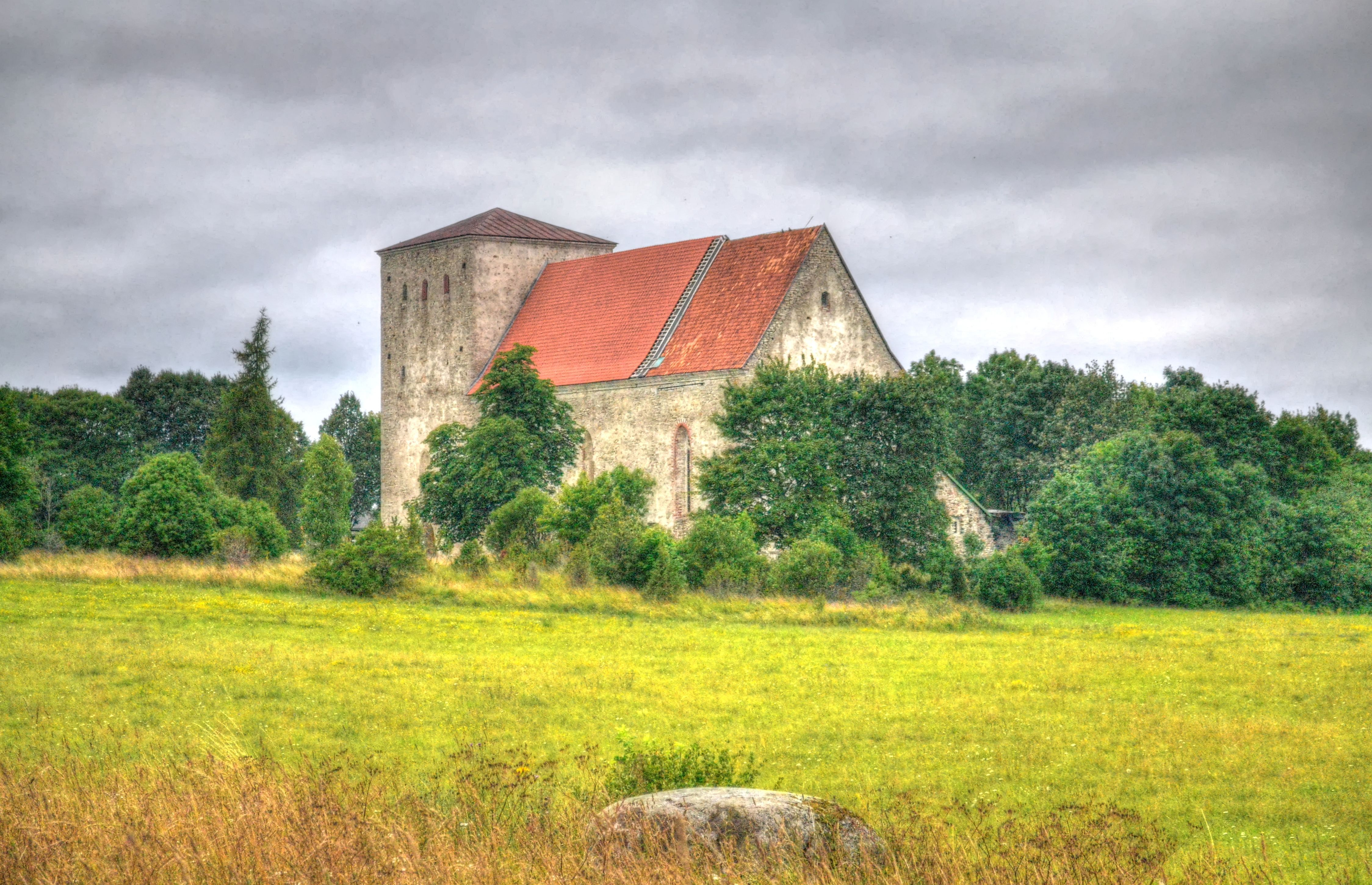
Kyrkan från sydväst
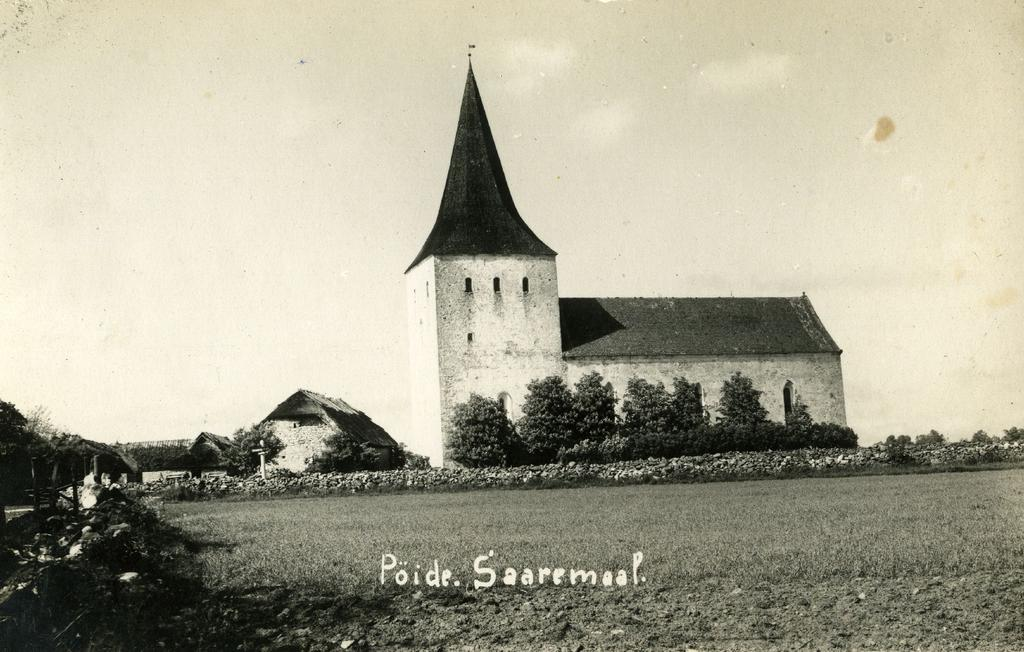
Kyrkans utseende före år 1940
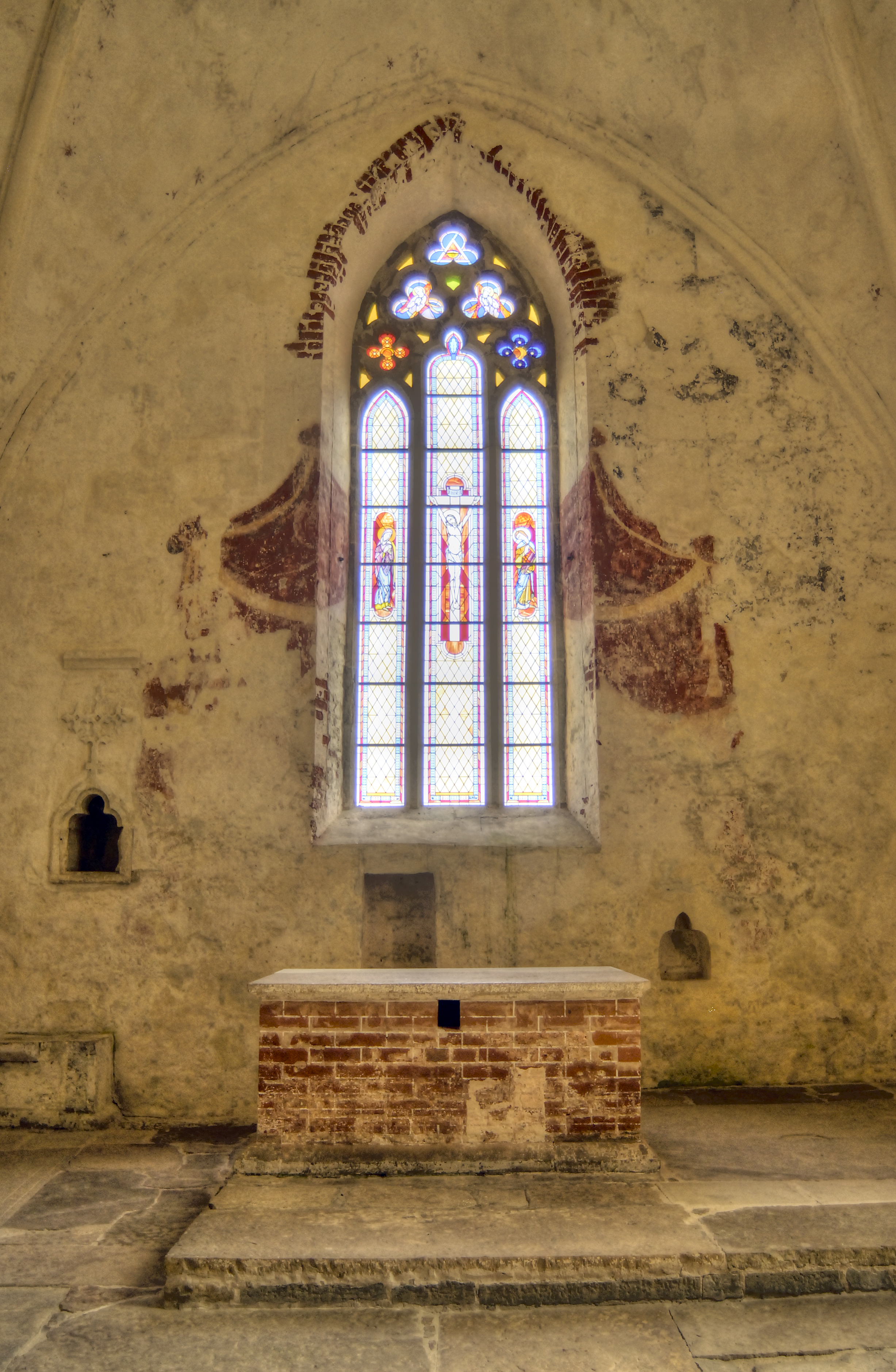
Koret med altare och korfönster.